# 斯普林代爾鎮區 (阿肯色州華盛頓縣)
斯普林代爾鎮區（英語：Springdale Township）是位於美國阿肯色州華盛頓縣的一個行政鎮區。

## 地方資料
斯普林代爾鎮區的面積為129.66平方千米，當中陸地面積為127.11平方千米，而水域面積為2.55平方千米。根據2010年美國人口普查的數據，當地共有人口66328人，而人口密度為每平方千米511.55人。